# 我甜蜜的主

我甜蜜的主

我甜蜜的主（英文：My Sweet Lord），是意大利裔加拿大藝術家高斯姆·卡瓦拉羅（Cosimo Cavallaro）創作，以牛奶巧克力製成的耶穌雕塑。

## 外觀描述
「我甜蜜的主」以200多磅牛奶巧克力製成，共高6呎（180公分），有若真人大小。耶穌雕塑作雙手展開之姿，如傳統宗教雕塑中耶穌被釘十字架上的姿態。然而，「我甜蜜的主」和傳統宗教雕塑卻有大不同之處：此耶穌雕塑背後並沒有十字架和光環等的宗教飾物襯托，耶穌腰上亦沒有圍上腰布，其生殖器完全裸露，引發社會爭議。

## 爭議
「我甜蜜的主」原本於2007年4月2日，在美國紐約曼哈頓市中心的羅杰史密斯酒店（Roger Smith Hotel）羅杰史密斯實驗藝廊（Roger Smith Lab Gallery）櫥窗作展覽，每天展覽該雕塑兩小時。
但此耶穌雕塑展覽一傳出，立即引起美國紐約樞機主教愛德華·伊根為首的宗教和公民權利天主教聯盟（Catholic League for Religious and Civil Rights）等天主教團體強烈反應。他們指責「我甜蜜的主」是「對基督徒最嚴重的侮辱」，並不滿「我甜蜜的主」於復活節期間展出，認為是刻意安排。但作者高斯姆·卡瓦拉羅和羅杰史密斯實驗藝廊的創意總監塞姆勒則於以否認，亦對外界的反應表示驚詫。
其間，天主教團體聯手抵制羅杰史密斯酒店，包括抗議電話及電子郵件，甚至有天主教徒對作者發出死亡恐嚇，羅杰史密斯實驗藝廊被迫取消原定的展覽。
取消原定的展覽之後，因天主教徒不斷向高斯姆·卡瓦拉羅工作室的房東發騷擾電話，結果「我甜蜜的主」也不得借放，要另外找地方才能安放他的作品。不過，高斯姆·卡瓦拉羅表示，復活節過後，或許會吃掉「我甜蜜的主」，免得麻煩。